# Alabama Shakes
Alabama Shakes — американський блюз-рок гурт із Афін (штат Алабама, США), створений у 2009 році. На сьогодні склад гурту становлять: вокалістка Брітані Говард, гітарист Гіт Фогг, бас-гітарист Зак Кокрелл та на ударних — Стів Джонсон.

## Історія
Брітані Говард та Зак Кокрелл познайомились у середній школі на уроках психології; після занять вони складали пісні, експериментуючи у різних жанрах, у тому числі та в прогресивному році, соулі та кантрі. Пізніше до них приєднався барабанщик Стів Джонсон, який працював у місцевому музичному магазині. Тріо вирушило до студії та записало декілька пісень. Гітарист Гіт Фогг увійшов у склад гурту після того, як попросив музикантів відкрити концерт його гурту, і ті погодились лиш тому, що там грав Фогг. Хоча учасники колективу працювали над власним матеріалом, вони доповнили 45-хвилинний виступ кавер-версіями пісень Led Zeppelin, Джеймса Брауна, Отіса Реддінга, AC/DC та інших. Концерт гурту, який отримав назву The Shakes, так добре сприйняли, що музиканти вирішили продовжити спільну діяльність, і Фогг став їхнім постійним гітаристом. Пізніше гурт було перейменовано для того, щоб їх не плутали з іншим однойменним колективом.
У вересні 2011 року Alabama Shakes випустили мініальбом із 4 піснями, який отримав широкий розголос у ЗМІ. Два місяці по тому гурт підписав контракт із лейблами Rough Trade Records у Великій Британії та ATO Records у США. Їхній дебютний студійний альбом Boys & Girls був презентований у квітні 2012 року і досяг шостої позиції у Billboard 200 та третьої — у британському чарті.

## Дискографія
- Alabama Shakes (міні-альбом, 2011);
- «Hold On» (сингл, 2012);
- Boys & Girls (2012);
- Sound & Color (2015)